# سرگی کووالنکو
سرگی کووالنکو (روسی: Серге́й Ива́нович Ковале́нко؛ ۱۱ اوت ۱۹۴۷ – ۱۸ نوامبر ۲۰۰۴) بازیکن بسکتبال اهل اتحاد جماهیر شوروی سوسیالیستی بود.
وی در مسابقات کشوری و بین‌المللی در مجموع برندهٔ ۳ مدال طلا، ۲ مدال برنز شده‌است.